# Hecistopteris pumila
Hecistopteris pumila là một loài dương xỉ trong họ Pteridaceae. Loài này được Spreng. J. Sm. mô tả khoa học đầu tiên năm 1842.